# Milena Černá

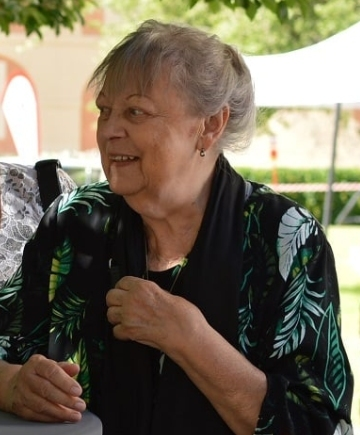
Milena Černá (15. června 2021)

Milena Černá (24. dubna 1942 Praha – 15. září 2021 Praha) byla lékařka, od roku 1993 ředitelka Výboru dobré vůle – Nadace Olgy Havlové a později předsedkyně správní rady Výboru dobré vůle. Byla také předsedkyní české pobočky Evropské sítě proti chudobě. Pracovala i pro sdružení Rozkoš bez rizika, které pomáhá osobám s rizikovým sexuálním chováním v prevenci a léčbě sexuálních chorob. Byla matkou dvou dospělých synů. Za zásadní skutky a pomoc v sociální a zdravotní oblasti jí byla dne 28. září 2021 udělena in memoriam Stříbrná medaile předsedy Senátu Parlamentu ČR Miloše Vystrčila, ocenění převzal její manžel Miloslav Stehlík. Dne 28. října 2022 prezident republiky propůjčil Řád Tomáše Garrigua Masaryka I. třídy, in memoriam doktorce Mileně Černé za vynikající zásluhy o rozvoj demokracie, humanity a lidská práva.

## Mládí
Podle svých slov vyrůstala v ulici Pod Děvínem v Praze-Smíchově. Její otec byl právník a pojistný matematik, matka úřednice. Začala chodit do školy v Praze-Radlicích v roce 1948. Po absolvování jedenáctiletky absolvovala zdravotnickou nástavbu pro laboranty a našla zaměstnání jako laborantka v Ústavu histologie Fakulty všeobecného lékařství Univerzity Karlovy. Do 3. ročníku studovala medicínu na Fakultě všeobecného lékařství UK v Praze večerně, po zrušení studia při zaměstnání byla od čtvrtého ročníku zařazena do denního studia.
Měla blízko k tehdejším disidentům, kterým pomáhala a pečovala o ně jako lékařka, Chartu 77 nicméně nepodepsala. Podepsala však řadu dalších lidskoprávních petic, mimo jiné i petici Několik vět.

## Život
Po studiu na vysoké škole pracovala jako výzkumná pracovnice ve Fyziologickém ústavu ČSAV. Později pracovala jako lékařka na Dermatovenerologické klinice Fakulty všeobecného lékařství Univerzity Karlovy, kde také přednášela. Byla blízkou přítelkyní Olgy Havlové a později lékařkou některých signatářů Charty 77. V roce 1986 byla vyzvána k odchodu z kliniky a z místa odborné asistentky.
Po sametové revoluci pracovala na Ministerstvu školství, mládeže a tělovýchovy. Věnovala se studiu sociální práce s mládeží, studiu genderu, lidským právům, byla v komisi česko-britského projektu na transformaci sociálních služeb. Absolvovala studijní pobyty týkající se sociálních služeb v Norimberku, péče o ohrožené děti a mládež v Hamburku, sociální politiky v Londýně a Winchesteru, péče o seniory ve Würzburgu.
V letech 1991–1994 byla členkou Zastupitelstva hlavního města Prahy a předsedkyní jeho sociálního výboru. Podílela se na vzniku desítek občanských sdružení, charit a diakonií na počátku 90. let 20. století. Od roku 1993 byla ředitelkou Výboru dobré vůle – Nadace Olgy Havlové a v letech 2016–2021 byla předsedkyní správní rady této nadace.
Byla členkou Rady vlády pro nestátní neziskové organizace a Akreditační komise MPSV. Byla spoluzakladatelkou Spolku oborové konference nestátních neziskových organizací působících v sociálně a zdravotně sociální oblasti (SKOK), jehož byla 10 let předsedkyní. V roce 2004 se stala předsedkyní Evropské sítě proti chudobě v České republice (EAPN ČR, z.s.) a podařilo se jí dosáhnout začlenění tohoto spolku do Evropské sítě proti chudobě. V roce 2010 působila jako národní ambasadorka Evropského roku boje proti chudobě.

## Tvorba
V sedmdesátých a osmdesátých letech 20. století publikovala ve svém oboru dermatovenerologie. Tiskem vyšlo 13 odborných statí, vedle nich vyšly stovky popularizačních článků, recenzí a zdravotně výchovných sešitů.
Po roce 1989 se ve své publikační činnosti zaměřila na sociální politiku. Věnovala se zejména tématům sociální ekonomiky, začleňování, rovného vzdělávání, lidských práv, chudoby, genderu, postavení žen ve společnosti, stáří, přístupu k lidem se zdravotním postižením, stáří, fenoménu „romipen“, sanaci rodin.

#### Publikace, na kterých se podílela:
- Analýza zákona o sociálních službách z pohledu uživatelů a poskytovatelů, Praha: SKOK o. s. 2006.
- Sociální podniky – poznatky z Itálie, Praha: Nový Prostor 2007.
- Mainstreaming sociálního začleňování, Praha: SKOK o. s. 2007.
- Novou cestou k novému zákonu, Praha: SKOK o. s. 2008.
- Ženy a česká společnost, Praha: Otevřená společnost o. p. s. 2010.
- Udržet rodiny pohromadě, Praha: SKOK, o. s. 2010.
- Keeping families together, Praha: SKOK, o. s. 2010
- Národní akční plán sociálního začleňování, Praha: IQRS, o. s. 2010.
- Dobří lidé drží svět, Praha, Galén 2021

Napsala řadu úvodníků a zpráv do tiskovin občanských sdružení, zejména do Bulletinu občanského sdružení SKOK. Editovala výroční zprávy Výboru dobré vůle – Nadace Olgy Havlové, připravovala příležitostné publikace (např. Deset dopisů Olze, Fyzioterapie u astmatiků, Černobílý život, Staří lidé okolo nás) či vzpomínkové publikace (např. 20 let Výboru dobré vůle – Nadace Olgy Havlové). Od roku 2009 byla členkou redakční rady nadačního čtvrtletníku Dobré zprávy.
Občas publikovala i texty mimo svůj obor. Například v roce 2006 město Lázně Bělohrad vydalo její publikaci Lázně Bělohrad – vlastivědná čítanka. V letech 2000–2010 publikovala články v Bělohradských listech na nejrůznější témata, příležitostné sešity pro tematické večery spolku Frič (např. Antonín Frič a naše doba, Svatý Václav v české poezii, Cyril a Metoděj), katalogy k výstavám a další. V roce 2007 vlastním nákladem vydala Dějiny Vlastivědného kroužku aneb České reálie na přelomu tisíciletí.
Milena Černá zemřela ve středu 15. září 2021 v Praze.

## Řekli nebo napsali o ní
Milena Černá už v průběhu prvních let činnosti pro Výbor nashromáždila obrovské množství zkušeností. Měla výhodu, že byla lékařka, takže rozuměla zdravotnickým, ale i sociálním tématům, a seznámila se s mnoha programy po celém státě. Byla obrovskou odbornou oporou pro nás ve správní radě, kteří jsme se v některých tématech tak dobře neorientovali. A dělala to ne jenom jako práci, ale jako poslání, což je velmi důležité. ... Milena Černá plně naplňovala původní záměr, proč byl Výbor dobré vůle založen Olgou Havlovou, tedy pomáhat těm nejpotřebnějším a zároveň se podílet také na atmosféře filozofie pomoci. …
Člen správní rady a též jeden ze zakladatelů VDV PhDr. Ivan Douda – spoluzakladatel Drop In, O Mileně Černé, 
Zemřela žena plná lidskosti a pochopení pro všechny potřebné a nesmiřitelná k těm, kteří páchali zlo. Velká bojovnice. I při své těžké nemoci dokázala vzdorovat a byla tak naději pro ostatní. …
PhDr. Hana Malinová, CSc. – ředitelka organizace Rozkoš bez rizika, O Mileně Černé, 

## Připomínka
Na Senovážném náměstí v Praze se v roce 2022 uskutečnil (u příležitosti nedožitých 80. narozenin Mileny Černé) pietní akt, během něhož byla odhalena její pamětní deska v sousedství platanu – stromu MUDr. Mileny Černé.

Strom a pamětní deska na Senovážném náměstí v Praze
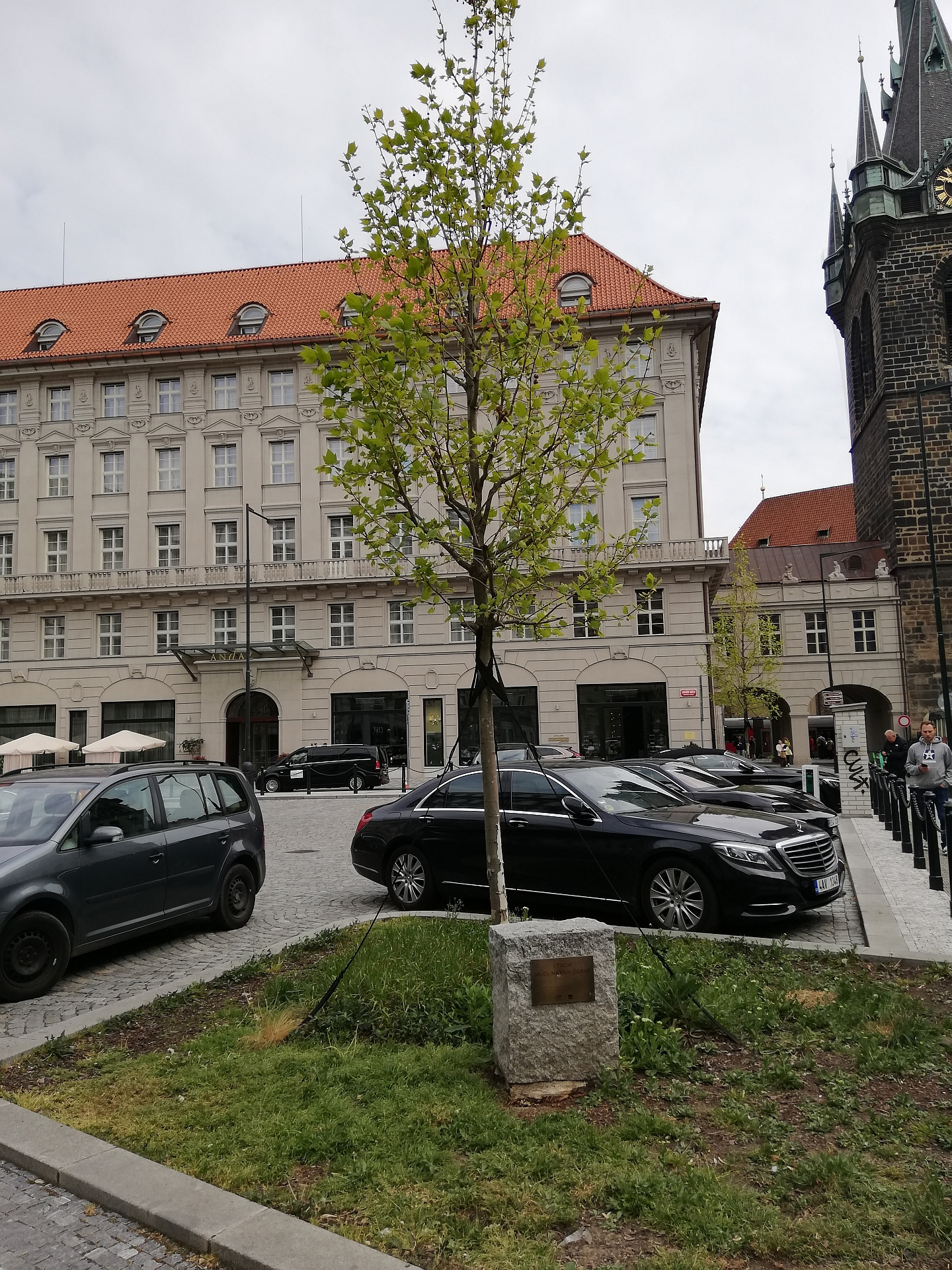
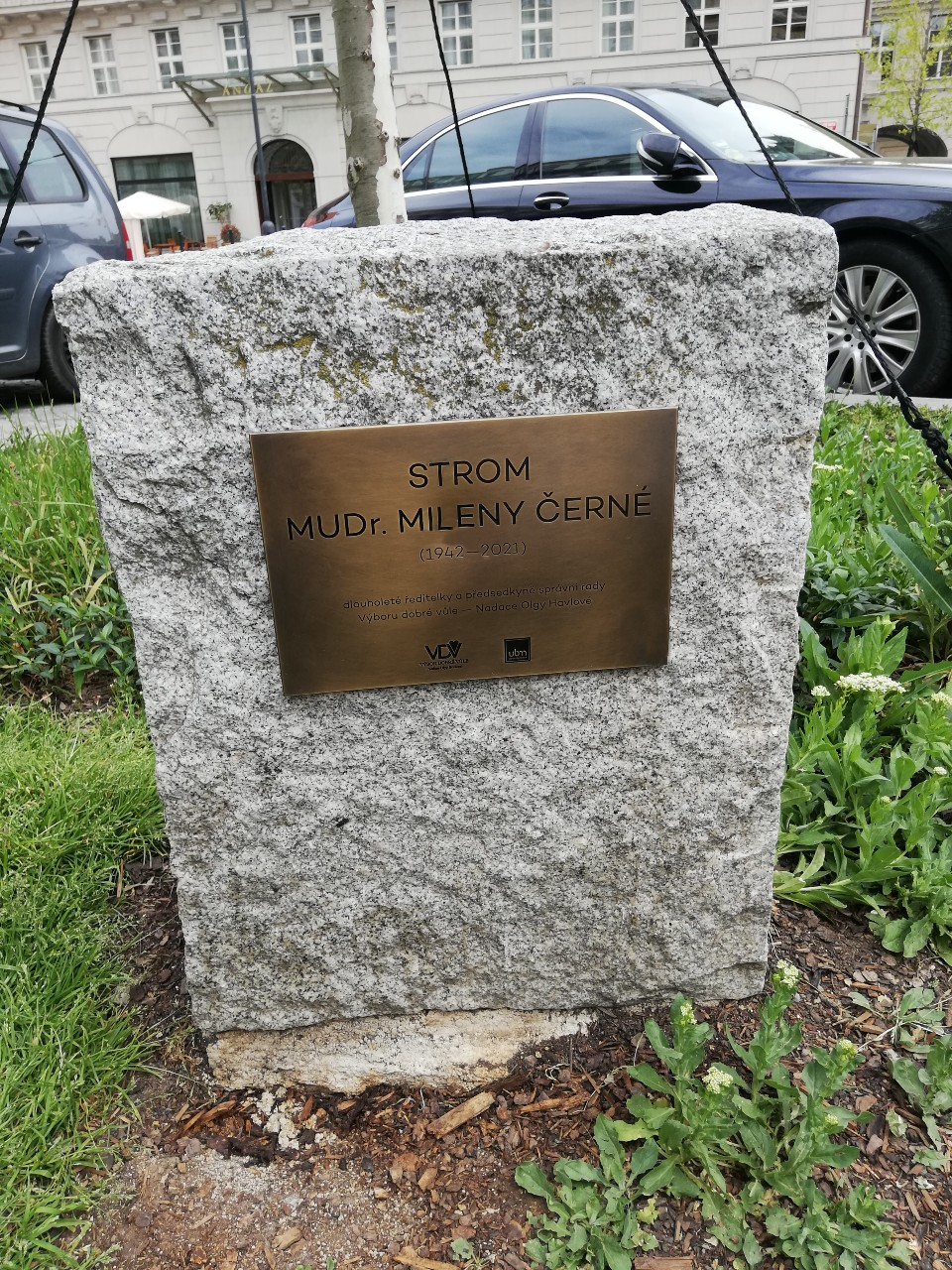